# Mike Bostock
Mike Bostock est un développeur JavaScript. Il est connu pour avoir développé la bibliothèque de visualisation de données D3.js. Il a également développé le format topoJSON. 
Il partage le prix Gerald Loeb Award (en) en 2013, 2014 et 2015 pour son travail de visualisation de données sur des articles du New York Times.